# برونز الألومنيوم

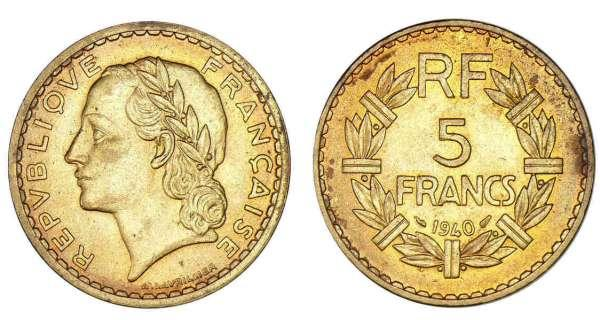
قطعة نقدية من فئة 5 فرنكات فرنسية يعود سكها إلى سنة 1940 مصنوعة من برونز الألومنيوم

برونز الألومنيوم هو اسم عام يطلق على مجموعة من السبائك المصنوعة من فلزي الألومنيوم والنحاس، وهو على الرغم من احتواء الاسم على كلمة برونز، إلا أن لا يحوي على القصدير في تركيبه.
يوجد هناك تنوع كبير في نسبة عنصري الألومنيوم والنحاس الداخلين في تركيب هذه السبيكة؛ ولكن غالباً ما تتراوح نسبة الألومنيوم بين 9% إلى 14%. يمكن أن تضاف عناصر أخرى في تركيب السبيكة، منها الحديد والنيكل والمنغنيز والسيليكون. تتميز هذه السبيكة عموماً بمقاومتها للتآكل.